# Villebois-les-Pins
Villebois-les-Pins est une commune française située dans le département de la Drôme, en région Auvergne-Rhône-Alpes.

## Géographie

### Localisation
Villebois-les-Pins est située à 24 km au nord de Séderon (ancien chef-lieu du canton).

### Relief et géologie
Sites particuliers :
- Col de l'Ébastier
- Col de Pierre Vesce
- col du Reychasset (1052 m)
- Collet de Martin
- Crête de Champ Blagier
- Dos d'Âne (1225 m)
- En Buis (1416 m)
- Furisty (1182 m)
- Montagne de Peylan (1319 m)
- Montagne de Pierre Vesce (1364 m)
- Montagne de Tuen
- Serre des Blachons
- Serre Maracousta (1127 m)
- Serre Piolan (1105 m)
- Sommet de la Peyle (1290 m)
- Sommet du Bois d'Estève

### Hydrographie
La commune est arrosée par les cours d'eau suivants :
- Ravin de Bellerie ;
- Ravin des Baumes (affluent du torrent de Villebois) ;
- Ravin des Combes (affluent du torrent de Villebois) ;
- Ruisseau de l'Emblard.
- Torrent de Villebois, affluent du torrent de Saint-Cyrice (commune de Étoile-Saint-Cyrice) qui se jette dans le Céans (commune d'Orpierre).

### Climat
Pour des articles plus généraux, voir Climat d'Auvergne-Rhône-Alpes et Climat de la Drôme.
En 2010, le climat de la commune est de type climat méditerranéen altéré, selon une étude du Centre national de la recherche scientifique s'appuyant sur une série de données couvrant la période 1971-2000. En 2020, Météo-France publie une typologie des climats de la France métropolitaine dans laquelle la commune est exposée à un climat de montagne ou de marges de montagne et est dans la région climatique  Alpes du sud, caractérisée par une pluviométrie annuelle de 850 à 1 000 mm, minimale en été. 
Pour la période 1971-2000, la température annuelle moyenne est de 8,9 °C, avec une amplitude thermique annuelle de 16,8 °C. Le cumul annuel moyen de précipitations est de 1 013 mm, avec 7,5 jours de précipitations en janvier et 4,6 jours en juillet. Pour la période 1991-2020, la température moyenne annuelle observée sur la station météorologique de Météo-France la plus proche, « Rosans », sur la commune de Rosans à 14 km à vol d'oiseau, est de 11,7 °C et le cumul annuel moyen de précipitations est de 826,9 mm,. Pour l'avenir, les paramètres climatiques de la commune estimés pour 2050 selon différents scénarios d'émission de gaz à effet de serre sont consultables sur un site dédié publié par Météo-France en novembre 2022.

### Voies de communication et transports
La commune est desservie par les routes départementales RD 65b et 116.

## Urbanisme

### Typologie
Au 1er janvier 2024, Villebois-les-Pins est catégorisée commune rurale à habitat très dispersé, selon la nouvelle grille communale de densité à 7 niveaux définie par l'Insee en 2022.
Elle est située hors unité urbaine et hors attraction des villes,.

### Occupation des sols
L'occupation des sols de la commune, telle qu'elle ressort de la base de données européenne d’occupation biophysique des sols Corine Land Cover (CLC), est marquée par l'importance des forêts et milieux semi-naturels (88,1 % en 2018), une proportion identique à celle de 1990 (88,1 %). La répartition détaillée en 2018 est la suivante : forêts (60 %), milieux à végétation arbustive et/ou herbacée (25,7 %), zones agricoles hétérogènes (11,9 %), espaces ouverts, sans ou avec peu de végétation (2,4 %). L'évolution de l’occupation des sols de la commune et de ses infrastructures peut être observée sur les différentes représentations cartographiques du territoire : la carte de Cassini (XVIIIe siècle), la carte d'état-major (1820-1866) et les cartes ou photos aériennes de l'IGN pour la période actuelle (1950 à aujourd'hui).

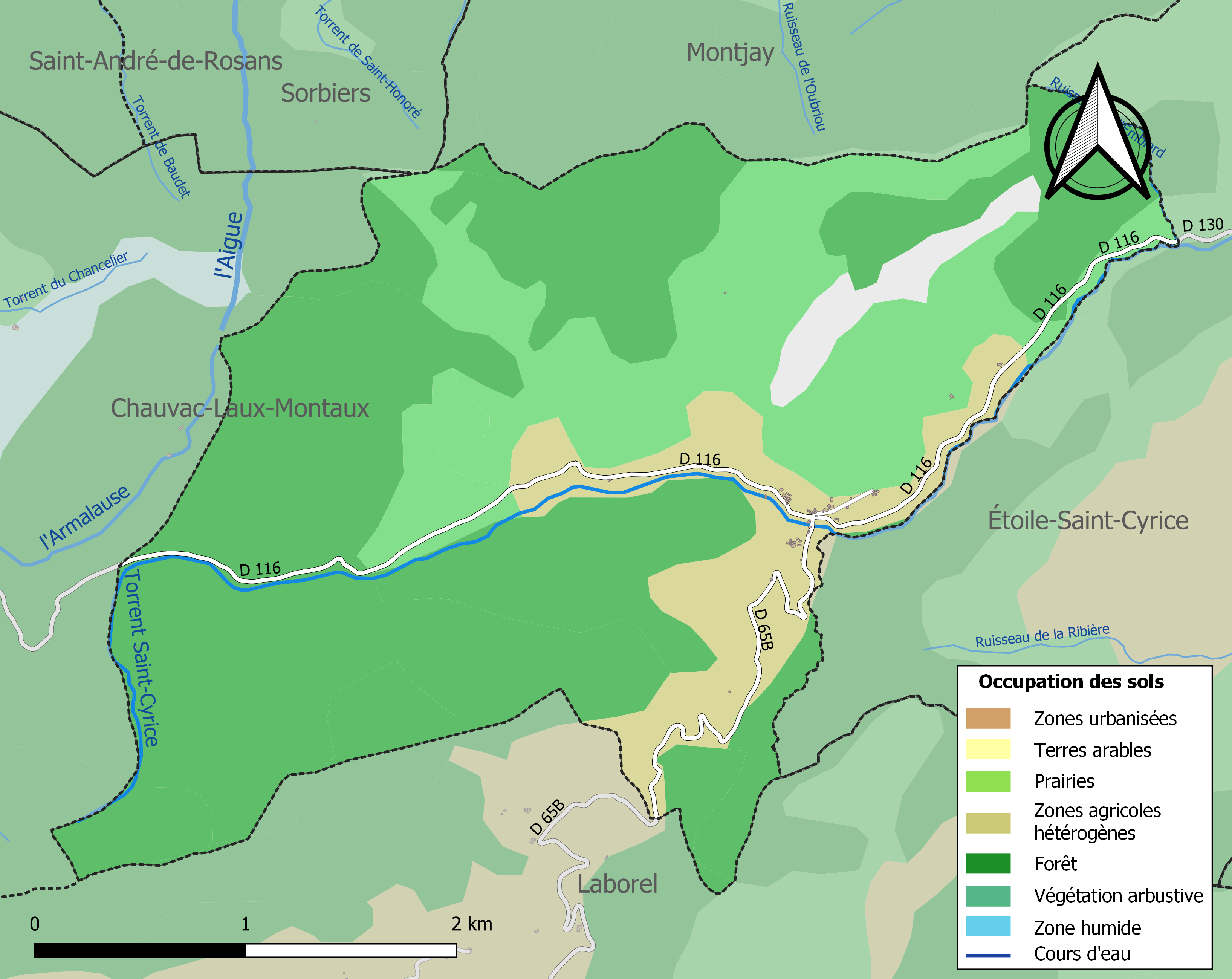
Carte des infrastructures et de l'occupation des sols de la commune en 2018 (CLC).

### Morphologie urbaine

#### Quartiers, hameaux et lieux-dits
Site Géoportail (carte IGN) :
- Bois Morin
- Bucherate
- Gitevon
- la Laune
- la Plaine Gaillard
- les Baumes
- les Granges
- les Plaines
- les Prairies
- Pascal
- Saint-Paul

## Toponymie

### Attestations
Dictionnaire topographique du département de la Drôme :
- 1317 : castrum de Villabosco (Valbonnais, II, 165).
- 1516 : mention de la paroisse : cura de Stella et Villabosco (pouillé de Gap).
- 1891 : Villebois, commune du canton de Séderon.

(non daté)[réf. nécessaire] : Villebois-les-Pins.

## Histoire

### Du Moyen Âge à la Révolution
La seigneurie :
- Au point de vue féodal, Villebois était une terre (ou seigneurie) du fief des barons de Montauban.
- 1283 : possession des Bertrand Raimbaud.
- 1333 : possession des Ollivier qui donnèrent aux habitants une charte de libertés municipales (charte d'affranchissement[14]).
- Vers 1418 : la terre passe aux Bérenger Osasicca.
- Fin XVIe siècle : elle passe aux Gruel.

1256 : hommage du seigneur Guillaume des Baux, prince d'Orange, au sénéchal de Provence.
Avant 1790, Villebois était une communauté de l'élection, de la subdélégation et du bailliage de Gap.

Elle formait une paroisse du diocèse de Gap qui fut pendant longtemps unie à celle d'Étoile (Hautes-Alpes) et dont l'église était dédiée à saint Paul. Les dimes appartenaient au curé.

### De la Révolution à nos jours
En 1790, la commune est comprise dans le canton de Montauban. La réorganisation de l'an VIII (1799-1800) la place dans le canton de Séderon.

## Politique et administration

### Liste des maires
| Période                                                                      | Période                      | Identité                           | Étiquette | Qualité               |
| ---------------------------------------------------------------------------- | ---------------------------- | ---------------------------------- | --------- | --------------------- |
| Les données manquantes sont à compléter. : de la Révolution au Second Empire |                              |                                    |           |                       |
| 1790                                                                         | 1837                         | Siffroi Vidal                      |           | Agriculteur forestier |
| Les données manquantes sont à compléter. : depuis la fin du Second Empire    |                              |                                    |           |                       |
| 1871                                                                         | 1874                         | Alphonse Charras                   |           |                       |
| 1874                                                                         | 1878                         | François Blanc                     |           |                       |
| 1878                                                                         | 1884                         | François Blanc                     |           | maire sortant         |
| 1884                                                                         | 1888                         | François Blanc                     |           | maire sortant         |
| 1888                                                                         | 1892                         | François Blanc                     |           | maire sortant         |
| 1892                                                                         | 1896                         | Frédéric Vidal                     |           |                       |
| 1896                                                                         | 1900                         | Frédéric Vidal                     |           | maire sortant         |
| 1900                                                                         | 1904                         | Frédéric Vidal                     |           | maire sortant         |
| 1904                                                                         | 1908                         | Fortuné Blanc                      |           |                       |
| 1908                                                                         | 1912                         | Fortuné Blanc                      |           | maire sortant         |
| 1912                                                                         | 1919                         | Fortuné Blanc                      |           | maire sortant         |
| 1919                                                                         | 1925                         | Fortuné Blanc                      |           | maire sortant         |
| 1925                                                                         | 1929                         | ?                                  |           |                       |
| 1929                                                                         | 1935                         | ?                                  |           |                       |
| 1935                                                                         | 1947                         | Albin Blanc                        |           | Agriculteur           |
| 1947                                                                         | 1953                         | Gustave Blanc                      |           |                       |
| 1953                                                                         | 1959                         | Gustave Blanc                      |           | maire sortant         |
| 1959                                                                         | 1965                         | Gustave Blanc                      |           | maire sortant         |
| 1965                                                                         | 1971                         | Gustave Blanc                      |           | maire sortant         |
| 1971                                                                         | 1973                         | Gustave Blanc                      |           | maire sortant         |
| 1973                                                                         | 1977                         | Maurice Meffre                     |           |                       |
| 1977                                                                         | 1983                         | Guy Angles                         |           | bijoutier             |
| 1983                                                                         | 1989                         | Guy Angles                         |           | maire sortant         |
| 1989                                                                         | 1995                         | Guy Angles                         |           | maire sortant         |
| 1995                                                                         | 1999 (sept.)                 | Martine Adam                       |           | secrétaire            |
| '1999                                                                        | 2001                         | Marguerite Chevalier               | DVD       | retraitée             |
| 2001                                                                         | 2008                         | Marguerite Chevalier               |           | maire sortante        |
| 2008                                                                         | 2014                         | Marguerite Chevalier               |           | maire sortante        |
| 2014                                                                         | 2020                         | Marguerite Chevalier               |           | maire sortante        |
| 2020                                                                         | En cours (au 2 janvier 2021) | Marianne Roux[source insuffisante] |           | retraitée             |

### [16]Rattachements administratifs et électoraux
Pour les élections législatives, la commune fait partie de la Troisième circonscription de la Drôme depuis mars 2015 (auparavant elle appartenait au Séderon).

#### Intercommunalité
De 1994 à 2017, Villebois-les-Pins a fait partie de la communauté de communes interdépartementale des Baronnies.

Depuis le 1er janvier 2017, la commune fait partie de la communauté de communes Sisteronais-Buëch.

## Population et société

### Démographie
L'évolution du nombre d'habitants est connue à travers les recensements de la population effectués dans la commune depuis 1793. Pour les communes de moins de 10 000 habitants, une enquête de recensement portant sur toute la population est réalisée tous les cinq ans, les populations de référence des années intermédiaires étant quant à elles estimées par interpolation ou extrapolation. Pour la commune, le premier recensement exhaustif entrant dans le cadre du nouveau dispositif a été réalisé en 2007.

En 2022, la commune comptait 19 habitants, en stagnation par rapport à 2016 (Drôme : +2,64 %, France hors Mayotte : +2,11 %).
| 1793 | 1800 | 1806 | 1821 | 1831 | 1836 | 1841 | 1846 | 1851 |
| ---- | ---- | ---- | ---- | ---- | ---- | ---- | ---- | ---- |
| 174  | 176  | 117  | 112  | 126  | 127  | 127  | 142  | 136  |

| 1856 | 1861 | 1866 | 1872 | 1876 | 1881 | 1886 | 1891 | 1896 |
| ---- | ---- | ---- | ---- | ---- | ---- | ---- | ---- | ---- |
| 125  | 133  | 140  | 142  | 121  | 134  | 123  | 118  | 96   |

| 1901 | 1906 | 1911 | 1921 | 1926 | 1931 | 1936 | 1946 | 1954 |
| ---- | ---- | ---- | ---- | ---- | ---- | ---- | ---- | ---- |
| 102  | 101  | 102  | 82   | 76   | 65   | 66   | 52   | 44   |

| 1962 | 1968 | 1975 | 1982 | 1990 | 1999 | 2006 | 2007 | 2012 |
| ---- | ---- | ---- | ---- | ---- | ---- | ---- | ---- | ---- |
| 29   | 20   | 15   | 11   | 16   | 20   | 18   | 18   | 24   |

| 2017 | 2022 | - | - | - | - | - | - | - |
| ---- | ---- | - | - | - | - | - | - | - |
| 16   | 19   | - | - | - | - | - | - | - |

### Services et équipements

#### Service postal
La commune de Villebois-les-Pins, bien que située officiellement dans le département de la Drôme, possède le code postal 05700 qui la rattache au département voisin des Hautes-Alpes. Cette originalité s'explique par le fait que le bureau distributeur du courrier se trouve, pour des raisons logistiques, dans les Hautes-Alpes.

### Santé
Le Centre Hospitalier le plus proche est celui de Sisteron, situé à 40 km, dans les Alpes-de-Haute-Provence.

### Manifestations culturelles et festivités
- Fête patronale : le dernier dimanche de juillet[14].

### Loisirs
- Pêche et chasse[14].

## Économie

### Agriculture
En 1992 : lavande, pâturages (ovins), apiculture (miel).

### Tourisme
- Station d'été[14].

## Culture locale et patrimoine

### Lieux et monuments
- Église paroissiale Saint-Paul de Villebois-les-Pins[14].

### Patrimoine naturel
- Forêt de Puis[14].
- Cascades[14].

### Héraldique, logotype et devise
|  | Villebois-les-Pins possède des armoiries dont l'origine et le blasonnement exact ne sont pas disponibles. |